# 2415 Ganesa
A 2415 Ganesa (ideiglenes jelöléssel 1978 UJ) a Naprendszer kisbolygóövében található aszteroida. Henry L. Giclas fedezte fel 1978. október 28-án.